# Vicent Ros Pérez
Vicent Ros Pérez (Sueca, 1945) és un organista, clavecinista i musicòleg valencià.
Fou deixeble de Montserrat Torrent a Barcelona i amplià els seus estudis amb Santiago Kastner, Michel Chapius i Michele Guyard. El 1978 fundà l’Associació Cabanilles d’Amics de l’Orgue.
Com a organista, ha fet concerts en pràcticament tots els països europeus, així com en Rússia, Xina, Austràlia, Nova Zelanda, Canadà, Estats Units i Mèxic. Fou catedràtic del Conservatori Superior de Música de València, a més de director del centre. És organista titular de l'Orgue Monumental Cabanilles, a l'Església de la Companyia de Jesús de València. El seu extens repertori inclou nombrosos compositors valencians de Joan Baptista Cabanilles fins a Òscar Esplà, i ha contribuït a difondre  la música valenciana amb nombrosos enregistraments discogràfics.

Fou fundador, el 1978, de l'Associació Cabanilles d'Amics de l'Orgue, que ha contribuït de manera important a la difusió dels orgues valencians i la seua música a través de les monografies Órganos del País Valenciano (26 números) i la revista Cabanilles (36 números), així com nombrosos llibres i articles. El 2024, l'Associació Valenciana de Musicologia li atorgà el Premi Honorífic de Musicologia.